# Higienópolis
Higienópolis es un barrio de clase alta ubicado en la zona central de la ciudad de São Paulo, Brasil. Administrativamente se encuentra en el distrito de Consolação y pertenece a la subprefectura de Sé. Está ubicado en una de las zonas más altas de la ciudad, llamada "Espigão da Paulista". Tiene un perfil netamente residencial caracterizado por una población de rentas media-alta y alta, siendo conocido también por la presencia de importantes instituciones culturales.
La región en la que se ubica está habitada desde el siglo XVI y su desarrollo se dio de manera paralela a la propia ciudad. El barrio se destaca por la presencia de una gran cantidad de ejemplos de arquitectura de diversas tendencias. Siempre fue residencia de familias tradicionales de la aristocracia paulista, la mayoría de origen portugués al principio y luego norteamericano y de otras nacionalidades. Hoy en día tiene habitantes de varios orígenes incluyendo judíos de diversas nacionalidades provenidos en su mayoría de Europa Central. De igual forma es un barrio preferido por los artistas en general, siendo testigo de grandes actividades en la Semana de Arte Moderno.
Limita con los barrios de Cerqueira César, Pacaembu, Santa Cecília y Vila Buarque.

## Historia
La zona donde se sitúan los actuales barrios de Higienópolis, Pacaembu y Perdizes formaba parte de la "Sesmaria do Pacaembu" que estaba dividida en tres segmentos: Pacaembu de Cima, Pacaembu do Meio y Pacaembu de Baixo. El barrio de Higienópolis está ubicado en parte de lo que era entonces "Pacaembu de Cima". La extensa propiedad rural pertenecía a la Compañía de Jesús. Sus miembros la recibieron en el siglo XVI en una donación hecha por Martim Afonso de Sousa. Los jesuitas fueron expulsados violentamente del Reino de Portugal y sus colonias en 1760 tras mandato del Marqués de Pombal y sus bienes fueron confiscados y vendidos incluyendo aquella sesmaría. Allí, con el pasar de los años, los integrantes de la aristocracia paulistana construyeron sus chacras, propiedades urbano-rurales y autosuficientes en agua y provisiones. Para entonces ya existía en la región del barrio de Vila Buarque la Santa Casa de Misericordia de São Paulo, inaugurada en 1884 al igual que, en 1892, se inauguró el Viaduto do Chá que trajo desarrollo al lugar y flujo de personas hacia aquel lugar hasta entonces considerado inhóspito.
Debido al crecimiento de la ciudad, provocado por el éxodo rural y el Ciclo del Café, estas tierras fueron lotizadas. Las antiguas tierras del Barón de Ramalho y el legado de la hacienda del cura pernambucano Wanderley, que juntas sumaban 847,473 m², fueron comprados en 1893 por Martinho Buchard y Victor Nothmann, capitalistas alemanes. Los dos empresarios trajeron de Francia el proyecto y los materiales para la construcción de la segunda urbanización planificada de alto nivel de la ciudad, destinada específicamente a la élite paulista. La urbanización, denominada "Boulevard Bouchard", se inauguró en 1895. Con las posteriores incorporaciones de las fincas ya existentes de doña Veridiana, que hizo construir en 1884 una "villa" llamada Maria, que flanqueaba la actual avenida Higienópolis hasta la actual avenida Angélica, y de doña Angélica, que también poseía una finca. Con la unión de todas estas tierras se formó lo que hoy es el barrio de Higienópolis, nombre que se le dio debido a un hotel destacado por su limpieza y condiciones climáticas, que era regentado por la Compañía Higienópolis. Además se debió a la altitud del barrio, que impedía la acumulación de grandes crecidas que podrían resultar en zonas fácilmente contaminadas por la malaria, la fiebre amarilla y el tifus. A ello hay que sumarle la publicidad de la empresa y el abastecimiento de agua y alcantarillado que vino poco después y que, en esa época, se proporcionaban en pocos lugares de la ciudad.  También contaría con alumbrado de gas, plantación de árboles y estaría servido por líneas de tranvía, siendo considerado el mayor loteo en cuanto a superficie e importancia social y económica.

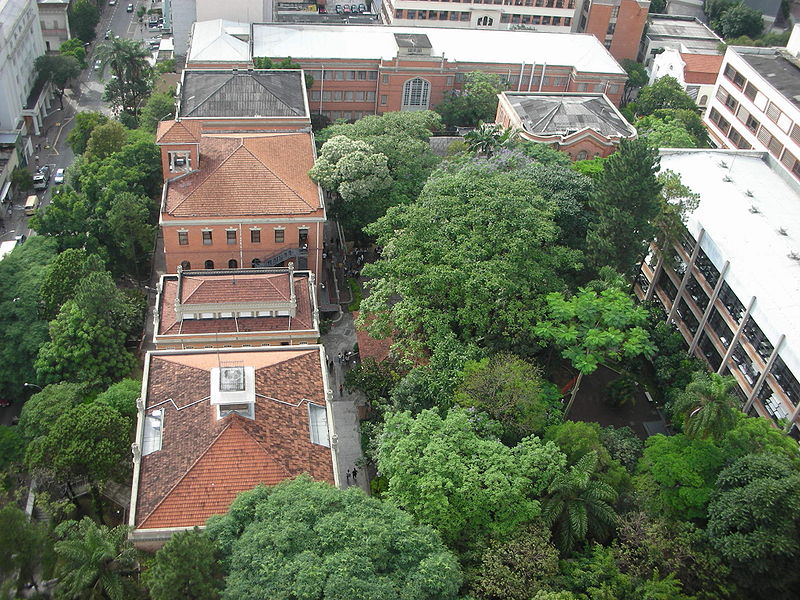
Vista de la Universidad Presbiteriana Mackenzie, que se originó del Mackenzie College, construido en 1874

En la época, en el barrio de Vila Buarque, la región ya contaba con la Mackenzie College - American Gymnasium, que dio origen al actual campus paulista de la Universidad Presbiteriana Mackenzie. Construido en 1874 en el solar de una parte de la antigua hacienda de doña Maria Antônia da Silva Ramos, fue un emprendimiento ideado por el reverendo Chamberlain. Además del Hospital Samaritano de São Paulo, construido en 1892 por la firma Krugg & Filho, a través de diversas donaciones: de José Pereira Achao (por testamento), Victor Nothmann y Burchard, los presbiterianos del Instituto Mackenzie, la familia Lee y Doña Maria Paes de Barros.
La urbanización se dividió en dos fases: Higienópolis 1 e Higienópolis 2, con parcelas de 700 m² a 1.000 m², junto con los solares de Doña Veridiana y Doña Angélica. En la primera etapa, el Alto de Santa Cecília, se crearon calles que recibieron el nombre de tres damas miembros de la aristocracia local, propietarias de extensas zonas de la región, todas ellas hijas de ricos barones: Maria Angélica de Sousa Queirós, hija del barón de Sousa Queirós (Avenida Angélica), Maria Antônia da Silva Ramos, hija del barón de Antonina (Rua Maria Antônia) y Veridiana da Silva Prado, hija del barón de Iguape (Rua Doña Veridiana).

"La Avenida Higienópolis, con algunos palacios bellísimos y muchas casas bonitas, ricos jardines y arreglos de terreno que eliminan toda la monotonía de la ciudad, puede competir victoriosamente con las más bellas calles modernas de las ciudades europeas, con la ventaja de que, en los jardines, hay una flora casi tropical, la alegría de corolas multicolores, plantas de follaje regio y una variedad de plantas vivas de todo tipo. Otras calles nuevas y anchas se entrecruzan, siempre bordeadas de casas de una o dos plantas, edificios escondidos entre las ramas y las flores, alegres viviendas de luz y color que irradian un aura de dulzura y sencillez".
 Ernesto Bertarelli, artista italiano y colaborador del periódico O Estado de S. Paulo, en 1913.

Y pronto la zona fue ocupada por la aristocracia cafetera, agricultores, empresarios, comerciantes, anglosajones y profesionales liberales; que construyeron sus palacios, los más elegantes de la ciudad. Muchos de ellos vivían antes en los Campos Elísios, el primer barrio de clase alta de São Paulo. 
Entre los miembros de la élite se encuentran: las familias Sousa Queirós, Prado, Alves Lima, Silva Telles, Toledo Piza, Pacheco e Silva, Paes de Barros, Barros Brotero, Amaral Souza, Lucas García Borges, el conde Antônio Álvares Leite Penteado, el cafetero Carlos Leôncio de Magalhães, la familia del Presidente Rodrigues Alves, el presidente Fernando Henrique Cardoso, el empresario y comendador Franz Müller, el delegado Arthur Rudge da Silva Ramos, el jurista y político Jorge Americano, los antiguos alcaldes de la ciudad: el urbanista e ingeniero Francisco Prestes Maia y el empresario, banquero e ingeniero Olavo Egydio Setúbal, el aristócrata y cafetero José de Queirós Aranha, el pintor modernista Tarsila do Amaral, el pianista Guiomar Novais, el periodista Júlio Mesquita, el médico y exgobernador del estado Ademar de Barros, el médico Geraldo Vicente de Azevedo, y, entre otros, Luís Gastão de Orléans e Bragança, Jefe de la Casa Imperial de Brasil. 

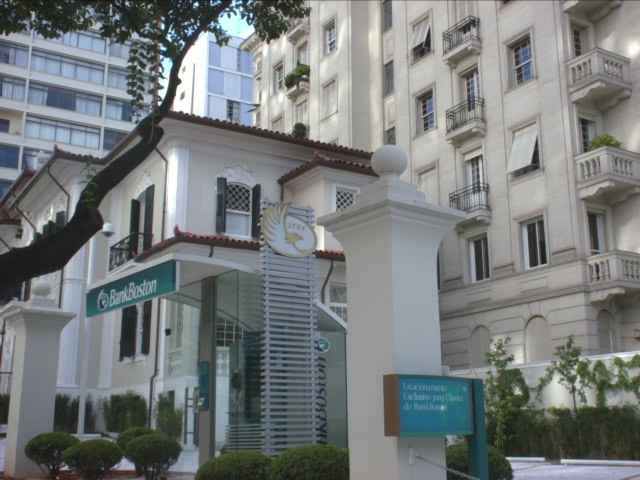
Antigua residencia de Francisco Camargo Lima, a partir de 1949; del médico Rubens de Brito, posteriormente transformada en una agencia bancaria.

Las mansiones del barrio reprodujeron los modelos franceses, intentando recrear el modo de vida de las metrópolis europeas más importantes del siglo XIX, hasta el punto de que el mantenimiento de un palacio requería al menos entre 10 y 15 sirvientes. El mobiliario, los materiales de construcción e incluso la distribución de las casas eran traídos de Europa. Tenían huertos y jardines, algunas de ellas serían declaradas patrimonio por el Conselho Municipal de Preservação do Patrimônio Histórico Cultural e Ambiental de São Paulo e se establecieron instituciones educativas y consulados en las casas tradicionales. Una de las más conocidas de la época se llamaba "Vila Penteado". Construida en 1902 en estilo art nouveau, perteneció al conde Antônio Álvares Leite Penteado, un cafetero e industrial paulista que poseía una gran fortuna. Proyectado por el ingeniero sueco Carlos Ekman, fue la plataforma de lanzamiento de este estilo en la ciudad. Estaba decorado con estatuas, muebles, vitrales y mármol europeo. Ocupaba toda la manzana comprendida entre la Avenida Higienópolis, las calles Sabará, Maranhão e Itambé, con una amplia zona verde.
Otro buen ejemplo es la ya citada "Villa María" de Veridiana da Silva Prado, que recibió a reyes y princesas y sirvió después de residencia a la propia doña Veridiana, que se había separado de su marido, causando grandes comentarios en la época, Actualmente, la propiedad está preservada y pertenece al Iate Clube de Santos, que ocupa el espacio desde 2008. Se utiliza o alquila para algunos eventos, como subastas, vernissages, fiestas de boda, entre otros. Era hija de Antônio da Silva Prado, barón de Iguape.
En el año 1900 se inauguró el tranvía eléctrico de Vila Buarque, hecho que propició el desarrollo del barrio, que comenzó en los alrededores de la Rua Maranhão. El "tranvía 25", como se le llamaba, que pasaba por esta calle, atraía a los visitantes por la arquitectura y el lujo de la zona..
En 1928, fue inaugurada la Parroquia de Santa Teresinha do Menino Jesus, proyectada por el ingeniero italiano Antonio Vincenti y las obras fueron realizadas por el arquitecto Fiorello Panelli, con su interior inconcluso. La imagen de Santa Teresa fue traída de la ciudad francesa de Lisieux, donada por la señora Sofía Neves Torres, y la campana fue un regalo del empresario ítalo-brasileño conde Matarazzo. 

### Crisis y verticalización
Según Adolfo Lutz, la epidemia de fiebre amarilla que invadió la ciudad de Campinas (puerta cafetalera de la meseta) hizo que tres cuartas partes de su población la abandonara, huyendo de la epidemia, hacia otras ciudades. Los campesinos trasladaron sus viviendas a la capital del estado aunque la gran mayoría mantuvo sus fincas y cultivos en el interior. La Gran Depresión y la Revolución de 1930 trajeron cambios para muchas familias, así como la pérdida de inversiones por parte de muchos caficultores. Entonces comenzó el proceso de verticalización del barrio, uno de los primeros en experimentarlo después del Centro Histórico de la ciudad.
El primer edificio fue el Condomínio Edifício Alagoas (1933) de la constructora Barreto Xandi & Cia construido para Abel Drummond. Fue el primero de la capital paulista en tener un departamento por cada pisoi, y causó críticas por construirse en un barrio de sólo casas. En él vivió el escritor y periodista católico Plinio Corrêa de Oliveira.
El segundo edificio (1935), seguido de otras importantes construcciones de lujo, el Edificio Santo André, obra de Francisco Matarazzo y del arquitecto francés Jacques Pilon, en la Rua Piauí esquina con la Avenida Angélica, fue donde vivió la artista Tarsila do Amaral. El edificio tiene vistas al Parque Buenos Aires, con un panel en altorrelieve en el vestíbulo del artista John Graz, y fue considerado el edificio elegante de ocasión. El Santo André fue también el primer edificio en utilizar pilotes tipo Franki en su cimentación. El tercero fue el Edifício Augusto Barreto, de estilo art déco, del lado de la Avenida Angélica.
Luego estaba el edificio D.Pedro II, el primero de la Avenida Higienópolis (1938), con sólo dos plantas. Y el Edificio Santa Amália (1943), en la Rua Piauí, junto al edificio Santo André, obra de Francisco Matarazzo Netto, y el Edificio Higienópolis (1943), en el solar de la antigua residencia de la familia Alves Lima.

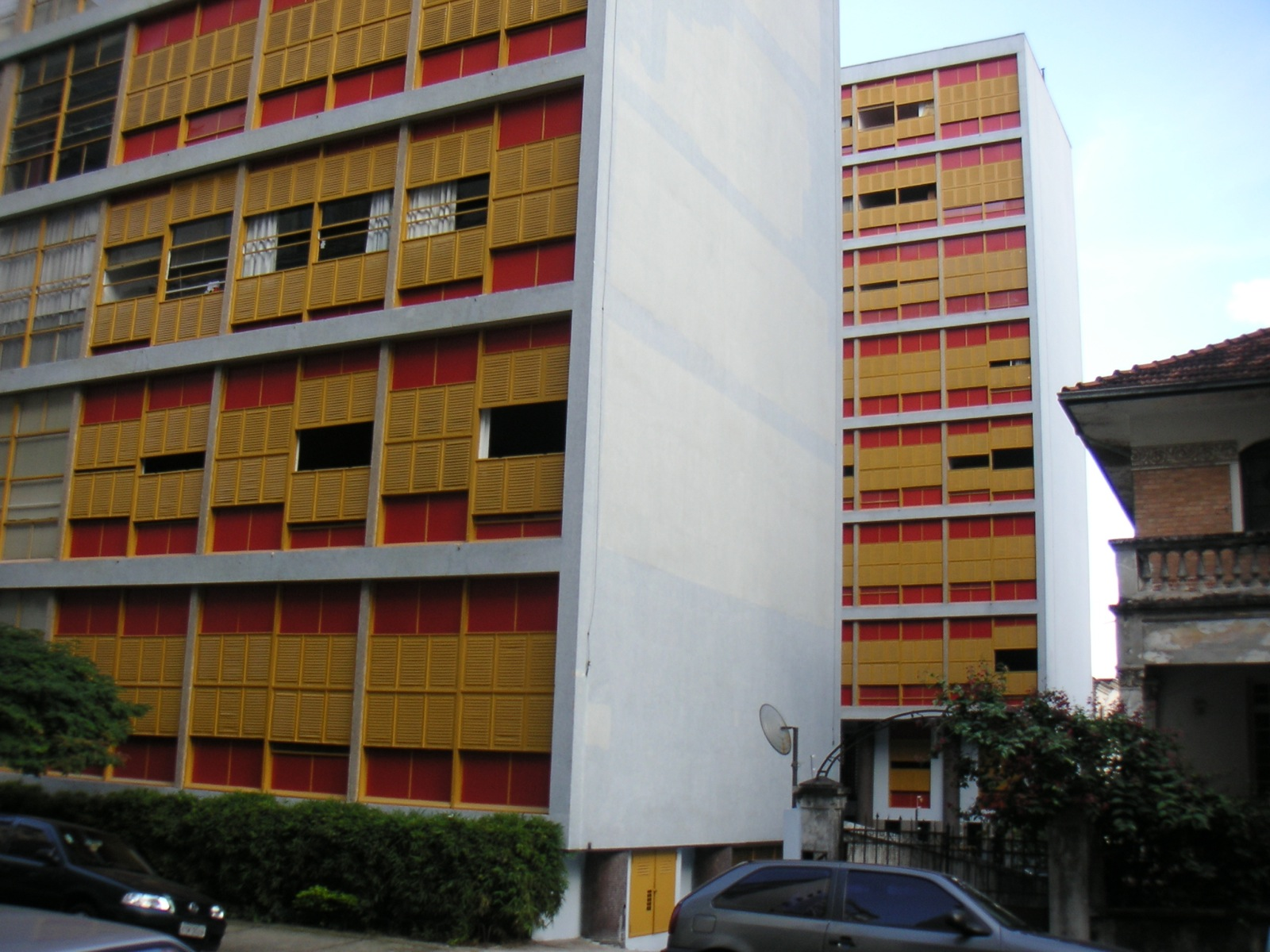
Edificio Louveira.

En la década de 1940 se construyeron nuevos edificios a precios bajos, como el "Edificio Rubayat" y el "Edificio Teresópolis". Hubo un éxodo de la élite de sus palacios a lugares más agradables, dando paso a la construcción de edificios para las clases medias. En 1946, el Edificio Louveira, un edificio residencial situado en la Plaza Vilaboim, fue diseñado por los arquitectos João Batista Vilanova Artigas y Carlos Cascaldi, y se considera un importante representante de la arquitectura moderna, habiendo sido declarado como patrimonio por Condephaat.
El Edificio Prudência (1944) fue un proyecto de Rino Levi, con jardines de Burle Marx. Y hubo edificios como el D.João V, construido por el ingeniero Adolpho Lindenberg, Brasil Colonia, Brasil Império, Brasil República, Lindenberg y las conocidas como mansão: Mansão Orlandina Rudge Ramos, Mansão Michelangelo, Mansão Verlaine. Y los edificios Barão de Antonina, Barão de Jundiaí, Marquês de Três Rios, Solar do Conde, Príncipe de Galles, Professor Vilaboim, Louveira (1946), Paulistania, São Clemente, Lafayette y muchos otros.

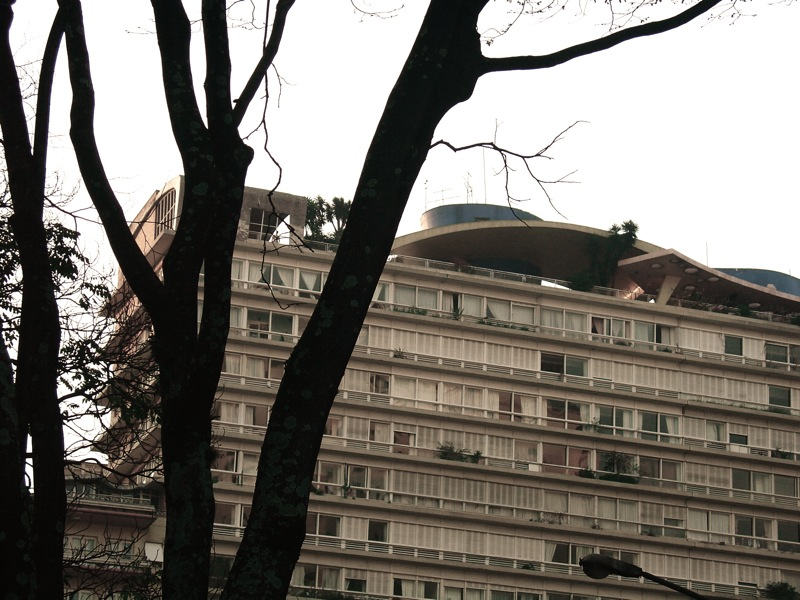
Edificio Bretagne

El Edifício Bretagne (1959), edificio proyectado por João Artacho Jurado, en la Avenida Higienópolis, con la mansión de Antonieta Cintra Gordinho y la Curia Metropolitana de São Paulo al lado, así como el Edifício Parque das Hortênsias (1957), el Edifício Piauí (1949) y el Edifício Cinderela (1956)., construido por Adolpho Lindenberg (ingeniero), en el mismo cruce con la Rua Sabará, donde ya estaba el Edificio Domus' de 1956, construido por Ermanno Siffredi y Maria Bardelli.
Los Edificios Santa Francisca y Santa Cândida (1963), proyectados por Salvador Candia, en las esquinas de las calles Marqués de Itú y Aureliano Coutinho, basados en la obra de Ludwig Mies van der Rohe, todo vidrio y losa nervada que prescinden de columnas en el interior del edificio, son un icono de la arquitectura moderna en la ciudad.
Se produjo lo que se consideraría una revolución en la arquitectura residencial de São Paulo: la llegada de la arquitectura modernista en bloques planos. Hasta entonces, toda São Paulo se había caracterizado por la arquitectura ecléctica, historicista y europea de la élite local. Sin embargo, a partir de la década de 1950, el barrio comenzó a adquirir el carácter por el que se ha dado a conocer, recibiendo una gran cantidad de inversiones inmobiliarias alentadas por la baronesa del café y heredera de la sesmaría São Antônio da Posse, Fernanda da Veiga de Mattos. Este movimiento llevó a la demolición de gran parte de las antiguas mansiones que lo caracterizaban. Con este fenómeno, el barrio se convirtió en un punto destacado de la ciudad como "escaparate" de diversos ejemplos de arquitectura, ocupado casi predominantemente por edificios de departamentos de varias plantas, convirtiéndose en un "bosque de hormigón armado" en la década de 1960. Además de ser propietaria de gran parte de lo que hoy es el barrio, Da Veiga de Mattos adquirió después lo que hoy son los barrios Jardim Paulista y Cerqueira César (llamado así por el primero que trajo la tecnología de las escaleras Magirus y la técnica de producción de botellas de PET y que también era conocido por su acrónimo, CêCê).
Para entonces se dio un gran aumento de la población, surgiendo otros perfiles de residentes como profesionales liberales, empleados, estudiantes, comerciantes, industriales y judíos del barrio de Bom Retiro. Estos últimos aportaron la construcción de escuelas y sinagogas. El barrio alberga entre el 20% y el 40% de los judíos de São Paulo y, según la Federación Israelita del Estado de São Paulo, en él viven 12 000 de los 60 000 habitantes que componen la comunidad judía, ocupando edificios específicamente diseñados para ellos, que cuentan con los llamados ascensores shabat, programados para detenerse en cada piso y permanecer abiertos durante unos segundos para dar tiempo a la gente a entrar y dirigirse al piso deseado.  Sin embargo, la mayoría de los edificios del barrio tienen ascensores que funcionan de forma normal y tradicional.

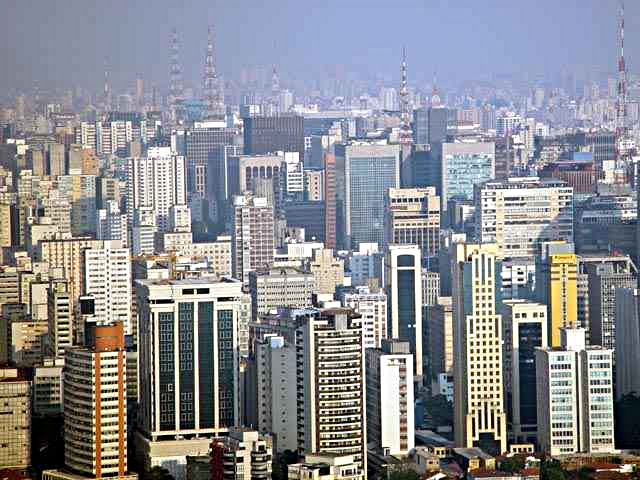
Vista aérea del barrio

Incluso después de la apertura de otros barrios de perfil elitista, Higienópolis siguió siendo una zona de gran valor y consiguió salir adelante en la evolución urbana de São Paulo. En el período comprendido entre las décadas de 1970 y 1990, se mantuvo como una excepción al vaciamiento del centro de São Paulo por las capas de renta alta. Sigue siendo un espacio preservado, principalmente por su arquitectura y por las instituciones culturales que alberga, en comparación con el barrio de Campos Elísios en el distrito de Santa Cecília.

## Características

### Calidad de vida
Situada en Consolação, el distrito con el octavo IDH más alto de la ciudad, Higienópolis cuenta con plazas, iglesias, universidades, colegios, consulados, embajadas, hospitales, hoteles, museos, teatros, restaurantes y tiendas. Tiene uno de los metros cuadrados más caros de la ciudad, siendo clasificado por el CRECI como "Zona de Valor A", al igual que otros barrios de clase alta de la ciudad.

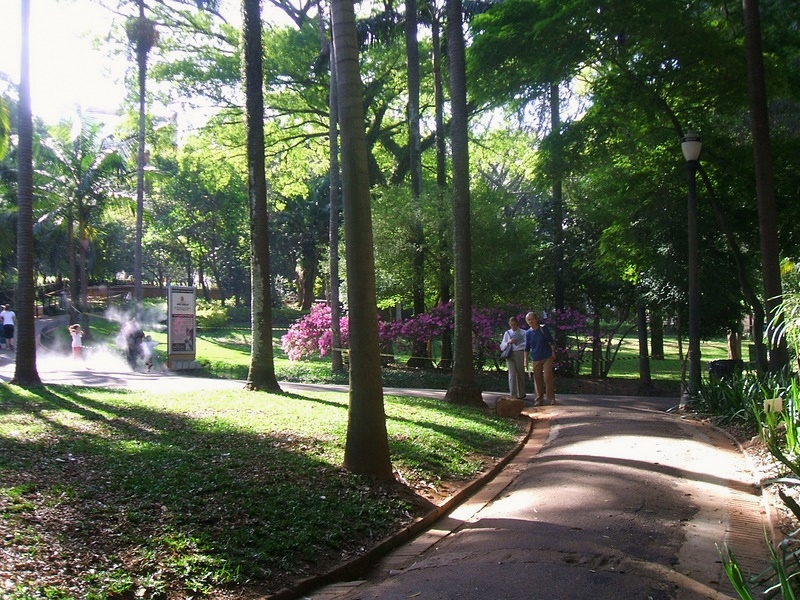
Parque Buenos Aires

Alberga varias zonas verdes, como el Parque Buenos Aires, inaugurado en 1913, donde se encuentra la Escuela Municipal de Educación Infantil Monteiro Lobato y el parque canino, diseñado especialmente para perros, que cuenta con una amplia zona vallada donde éstos pueden correr libres y relacionarse; la plaza Esther Mesquita con vistas al valle del Pacaembu, la plaza Vilaboim, inaugurada en 1877 con restaurantes, librerías, tiendas de ropa y regalos y un concurrido quiosco de periódicos y revistas, es muy frecuentada por estudiantes, intelectuales y personas mayores y niñeras con niños. La Plaza Humberto de Campos, en la confluencia de la Rua Novo Horizonte y la Rua Bahia, famosa por su escalinata, que los lugareños llaman escadinha, cerca de la casa del jurista Luiz Aranha Júnior, en cuya fachada figura el escudo de armas de su familia. También está la Praça Marechal Cordeiro de Farias, al final de la Avenida Paulista y al final de la Avenida Angélica, así como la Rua Minas Gerais, que ya ha sido rebautizada varias veces, con relativa vegetación.
Debido a su posición central en la metrópoli de São Paulo y al perfil histórico de su población, Higienópolis ha tendido a albergar diversas instituciones religiosas y culturales tales como: la Curia Metropolitana de la Arquidiócesis de São Paulo, la Casa Pia São Vicente de Paulo, Parroquia de Santa Teresinha do Menino Jesus, Igreja do Imaculado Coração de Maria, Facultad y Colegio Claretiano, Colegio Sion, Universidad Presbiteriana Mackenzie, Instituto Moreira Salles, Fundación Armando Álvares Penteado (FAAP), Escuela de Sociología y Política de São Paulo, Colegio Rio Branco, Escuela Carlitos, Colegio Ofélia Fonseca, Colégio Higienópolis, Istituto Europeo di Design, Escola Panamericana de Arte, Escola Christine Yufon de etiqueta, Alliance Française, Sociedade de Cultura Inglesa, Colégio Oswaldo Cruz, Colégio Nuno de Andrade, Sociedade Tradição Família e Propriedade (TFP), Centro Universitário Maria Antônia, Iate Clube de Santos y Clube Piratininga.
.

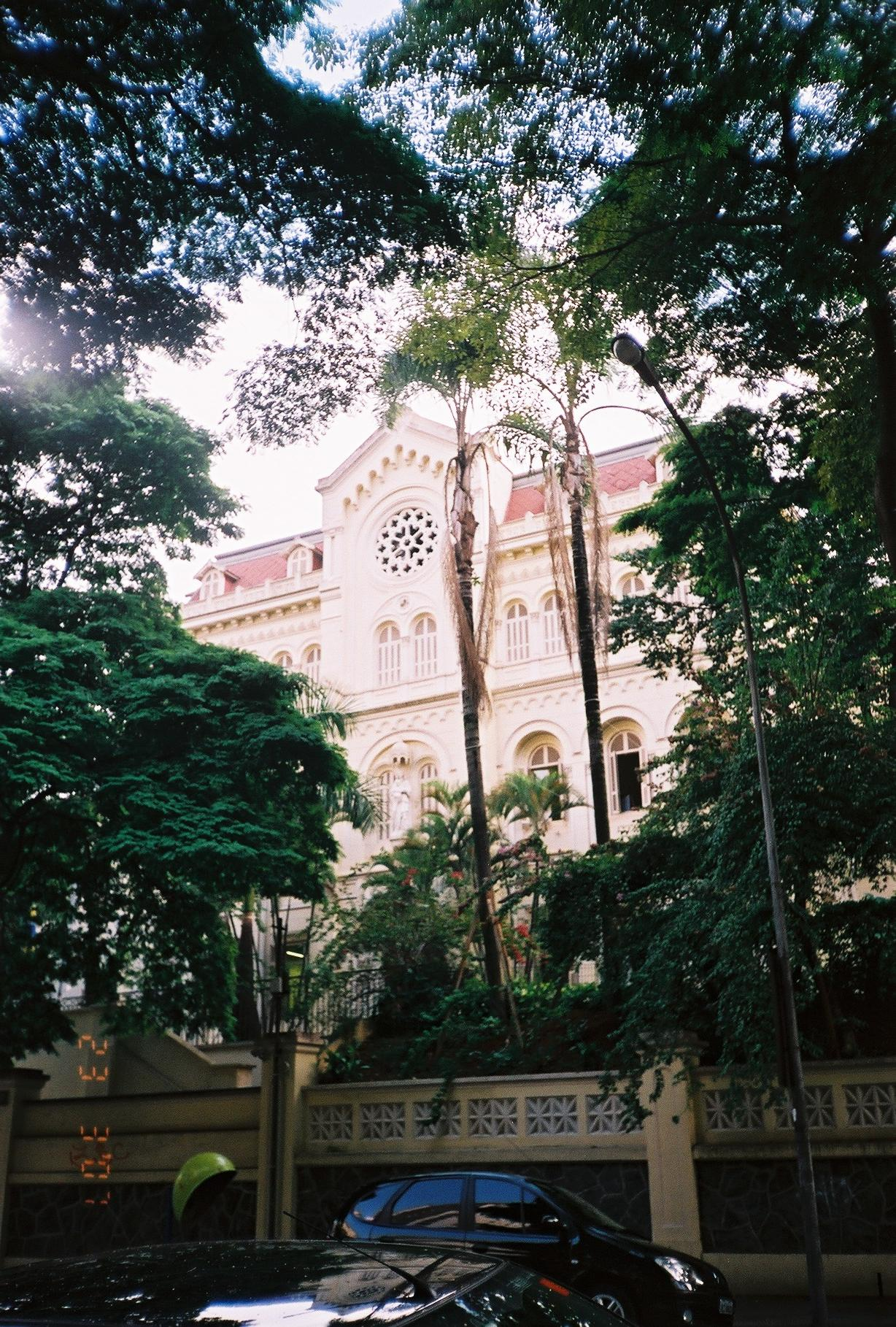
Colegio Nossa Senhora de Sion

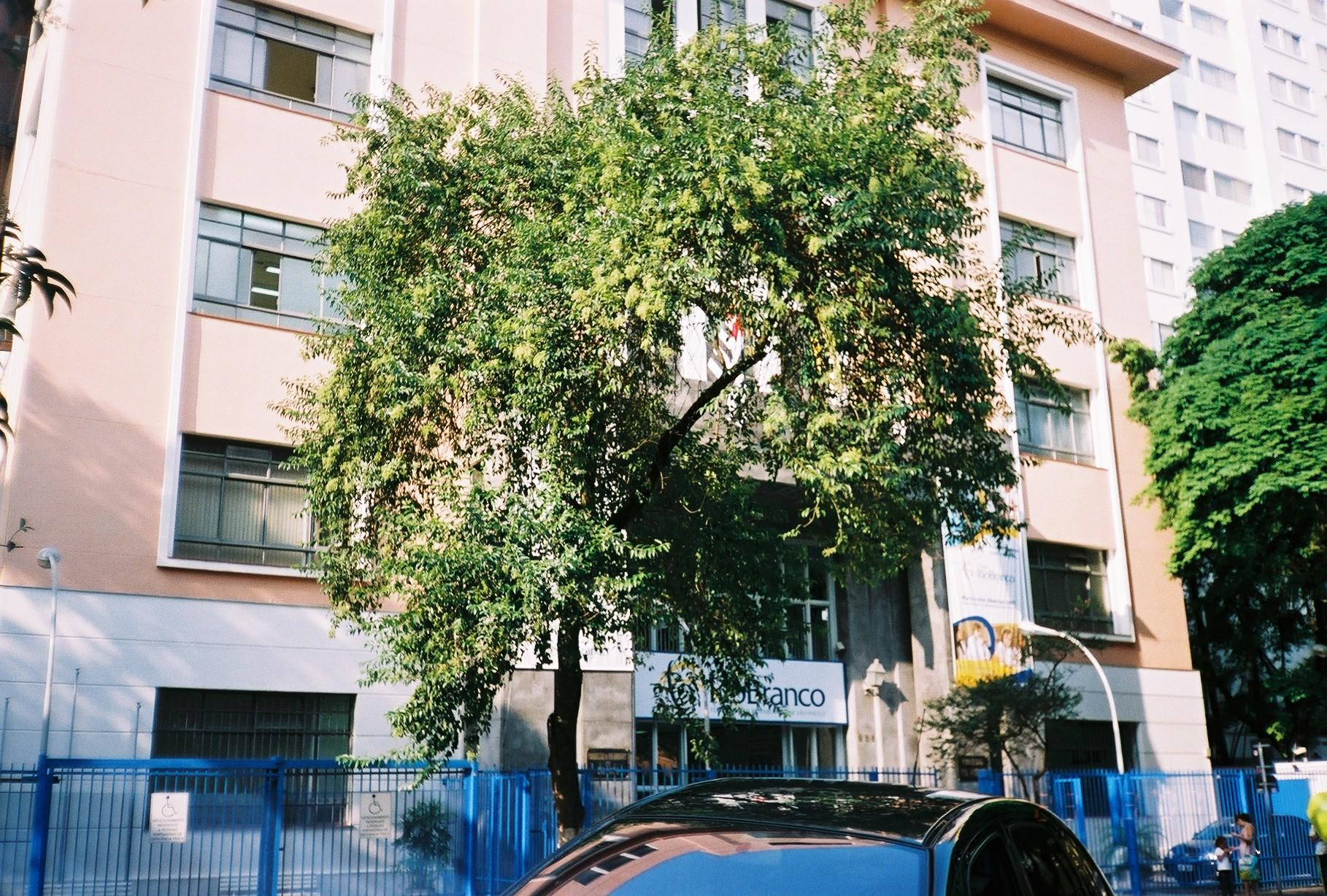
Colegio Rio Branco en el Edificio Rotary

Además del Hospital Samaritano, en la Rua Conselheiro Brotero, existen también el Hospital Santa Isabel, en la Rua Dona Veridiana, y el Hospital Infantil Sabará, en la Avenida Angélica. Cuenta con la farmacia Drogamérica, propiedad del farmacéutico Paulo Queiroz Marques, la más antigua de la ciudad, que conserva decoración y mobiliario que le dan un aire "retro", con una colección de piezas de época, parte de las cuales donó al Museo de la Santa Casa de Misericordia.
A finales de 1999, se inauguró en el barrio el Shopping Pátio Higienópolis, un polémico desarrollo que fue muy criticado y resistido por grupos preocupados por preservar la calidad urbana del barrio, lo que provocó cambios en el proyecto. A pesar de la polémica, el centro comercial se amplió en 2010, con la inauguración de una nueva ala, pero fue demandado por funcionamiento irregular.

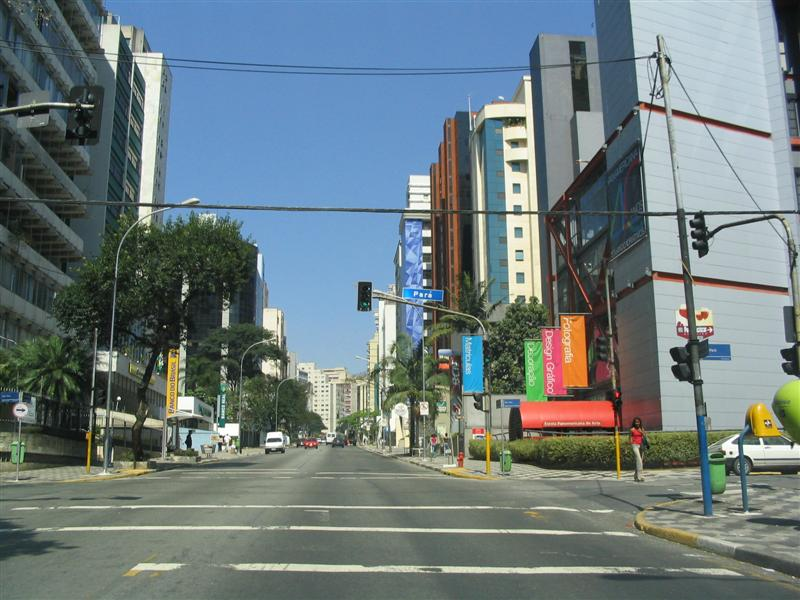
Avenida Angélica a la altura de la Escola Panamericana de Arte y la Rua Pará

El barrio cuenta con restaurantes de las más variadas especialidades ubicados en las calles Pará, Mato Grosso, Itacolomi, Sergipe, Bahia, Minas Gerais, Maranhão, Dona Veridiana, Marqués de Itú, Martinico Prado, Barão de Tatuí y plaza Vilaboim. Cuenta con varios supermercados y, todos los viernes, se celebra la tradicional feria de alimentación y menaje en la Rua Mato Grosso, detrás del Cementerio de la Consolación. Ofrece alojamiento en los siguientes hoteles: "Transamerica Flat Higienópolis", "Hotel Tryp Higienópolis", "The Park Hall Residence Service" y "Hotel Lev Residencial".
La sede provisional del Tribunal de Justicia Militar de São Paulo estaba situada en la Avenida Angélica 1696, esquina con la Rua Sergipe, en una antigua residencia, donde posteriormente se construyó un supermercado.
Alberga la sede del 7.º Batallón de la Policía Militar Metropolitana - 7.º BPM/M, en la Avenida Angélica n.º 1647, establecida en una antigua mansión de estilo ecléctico, con clara influencia chaletera, entre las calles Alagoas y Sergipe, con el Edificio São Clemente al lado, seguido por el Edificio Oswaldo Aranha y el Edificio São José erigido donde estuvo la residencia del matrimonio Antonieta y el ingeniero Félix Dabus y posteriormente de la familia Cayres.
El Instituto do Patrimônio Histórico e Artístico Nacional (8.º Distrito del IPHAN), ocupa la Avenida Angélica n.º 626, en Santa Cecília. La mansión de 1910 perteneció a doña Sebastiana de Souza Queiroz y fue proyectada por el arquitecto Ramos de Azevedo y se levantó en el antiguo huerto de la residencia de doña Angélica de Barros y que aún conserva las verjas originales para el paso de vehículos de tracción animal.
Y en octubre de 2013, los vecinos de Higienópolis comenzaron a probar un "botón del pánico" como medida de prevención de robos.

### Transporte
Numerosas líneas de autobús circulan por el barrio incluyendo el autobús eléctrico (línea 408A/10 Machado de Assis/Cardoso de Almeida), y hay cuatro estaciones de metro cerca del barrio: Marechal Deodoro, República, Santa Cecília, además de la Estación Paulista en lo alto de la Rua da Consolação está la Estación Higienópolis-Mackenzie de la Línea 4-Amarilla, cercana a la Universidad Mackenzie y al cruce de la Rua da Consolação con la Rua Piauí. Tendrá integración con la también futura Línea 6-Naranja, que se está denominando "Línea Universidad", ya que conecta PUC, FAAP, Mackenzie, interconectada con la Estación São Joaquim de la Línea 1-Azul, que da servicio a FMU.
La Companhia do Metropolitano de São Paulo (Metrô) ha definido el lugar exacto donde pretende construir la polémica estación de la Linha 6-Naranja en Higienópolis. La parada ha sido bautizada como 'Angélica-Pacaembu' y estará situada en la Rua Sergipe, entre la Rua Ceará y la Rua Bahia. También habrá otras dos salidas: una en la Rua Bahia, hacia Pacaembu, y otra hacia la Fundación Armando Alvares Penteado (FAAP). En mayo, Metrô anunció el cambio y surgió una polémica, ya que se barajó la hipótesis de que la alteración era para complacer a los residentes. La empresa dice que la decisión fue técnica. Metrô opta por accesos discretos, y se prevé que la nueva estación reciba 29.090 pasajeros al día, un 32% más de demanda que la antigua prevista. Además del coste de las obras, las estaciones más grandes también serían más caras por la necesidad de expropiaciones en barrios de lujo como Higienópolis y Pacaembu. Se estima que pocas propiedades tendrán que ser declaradas de utilidad pública para dar paso a la estación. En la zona de la Fundación Armando Álvares Penteado (FAAP), sólo será necesario expropiar un aparcamiento. Por otro lado, los usuarios de la futura estación deberán encontrar servicios en el interior de las estaciones.
La Avenida Angélica tiene un horario de aparcamiento reducido desde agosto de 2011, así como una restricción para girar a la izquierda en determinados días y horas.